# Heliothryx
Heliothryx  (feeënkolibries) is een geslacht van vogels uit de familie kolibries (Trochilidae) en de onderfamilie Polytminae.

## Soorten
Het geslacht kent de volgende soorten:
- Heliothryx auritus  – Zwartoorfeeënkolibrie
- Heliothryx barroti  – Paarskopfeeënkolibrie